# یورا، واکایاما
یورا، واکایاما (به لاتین: Yura, Wakayama) یک منطقهٔ مسکونی در ژاپن است که در استان واکایاما واقع شده‌است. یورا  ۷٬۴۵۱ نفر جمعیت دارد.